# NGC 7245
NGC 7245 (również OCL 225) – gromada otwarta znajdująca się w gwiazdozbiorze Jaszczurki. Odkrył ją William Herschel 14 października 1787 roku. Jest położona w odległości ok. 11,3 tys. lat świetlnych od Słońca. Zawiera 169 gwiazd, najjaśniejsza z nich jest gwiazdą 13. wielkości.